# HD 92788
HD 92788 är en ensam stjärna belägen i den mellersta delen av stjärnbilden Sextanten. Den har en skenbar magnitud av ca 7,31 och kräver åtminstone en handkikare eller ett mindre teleskop för att kunna observeras. Baserat på parallaxmätning inom Hipparcosuppdraget enligt Gaia Data Release 2 på ca 28,8 mas, beräknas den befinna sig på ett avstånd på ca 113 ljusår (ca 35 parsek) från solen. Den rör sig närmare solen med en heliocentrisk radialhastighet på ca -4,5 km/s.

## Egenskaper
HD 92788 är en gul till vit stjärna i huvudserien av spektralklass G6 V. Den har en massa som är ungefär lika med en solmassa, en radie som är omkring 15 procent större än solradien och har ca 1,3 gånger solens utstrålning av energi från dess fotosfär vid en effektiv temperatur av ca 5 700 K.

## Planetsystem
En exoplanet med beteckning HD 92788 b upptäcktes 2001 i omlopp kring stjärnan med metoden för mätning av radiell hastighet. Den är en Superjupiter eller möjligen en brun dvärg med låg massa och en omloppsperiod på 0,89 år. Stjärnan roterar med en lutning på 8+14−8 grader i förhållande till siktlinjen från jorden. Det är troligt att planetbanan delar den lutningen.
En lågmassig brun dvärg tillkännagavs som följeslagare 2019 med beteckningen 'c', Den kretsar kring stjärnan med en period på ca 27 år i en bana med en halv storaxel av 9,4 AE.
| Planet | Massa           | Halv storaxel (AE) | Siderisk omloppstid (d) | Excentricitet | Inklination | Radie |
| ------ | --------------- | ------------------ | ----------------------- | ------------- | ----------- | ----- |
| b      | ≥3,78 ± 0,18 MJ | 0,971 ± 0,023      | 325,72 ± 0,03           | 0,351 ± 0,004 | -           | -     |
| c      | ≥3,64 ± 0,69 MJ | 9,43 ± 0,63        | 9 857 ± 926             | 0,18 ± 0,08   | -           | -     |